# Chunghye
Chunghye (né le 22 février 1315 et mort le 30 janvier 1344) est le vingt-huitième roi de la Corée de la dynastie Goryeo. Il a régné de 1330 à 1332 puis de 1340 à sa mort.